# فلم أينتهوفن
فِيلَّم أَيْنِتْهُوفَن (بالهولندية: Willem Einthoven) ـ (ولد في سيمارانغ بجزيرة جاوة الإندونيسية في 21 مايو 1860 وتوفي في ليدن بهولندا في 29 سبتمبر 1927) طبيب وعالم وظائف أعضاء هولندي، حصل على  جائزة نوبل في الطب لعام 1924 لابتكاره رسام كهربائية القلب سنة 1903.
ولد أينتهوفن في سيمارانغ بجزيرة جاوة في جزر الهند الشرقية الهولندية (إندونيسيا الحالية). توفي والد أينتهوفن ـ الذي كان طبيبًا ـ عندما كان أينتهوفن طفلًا، فعادت أمه بأطفالها إلى هولندا سنة 1870 واستقرت في أوتريخت. وفي سنة 1885 حصل أينتهوفن على شهادة الطب من جامعة أوتريخت، ثم صار أستاذًا بجامعة ليدن سنة 1886.

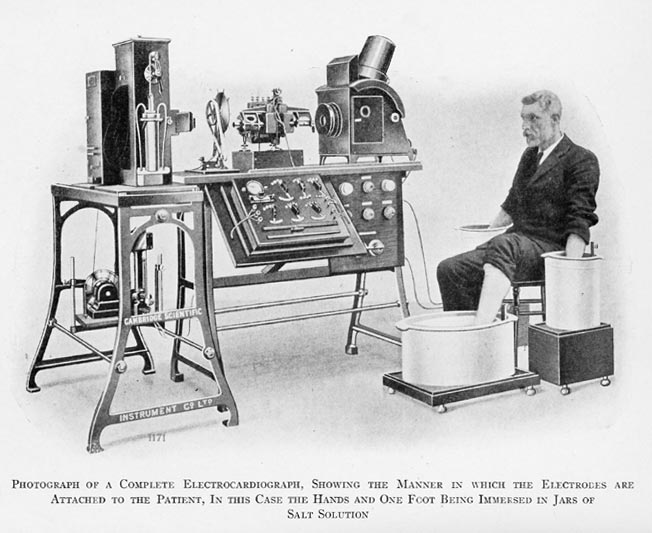
جهاز ECG المبكر

توفي أينتهوفن في ليدن بهولندا ودفن في مقبرة الكنيسة الإصلاحية في مدينة أوغستغيست.

## روابط خارجية
- مقالات تستعمل روابط فنية بلا صلة مع ويكي بيانات